# Зарінь Вероніка Кіндратівна
Вероніка Кіндратівна Зарінь (1912 — ?) — латиська радянська робітниця-стахановка, штампувальниця, начальник цеху Ризького м'ясоконсервного заводу. Депутат Верховної Ради СРСР 2—3-го скликань.

## Життєпис
Народилася в родині стрілочника на Полоцькій залізниці. Закінчила чотири класи початкової школи.
З тринадцятирічного віку працювала чорноробом на Полоцькому залізничному вузлі (Білоруська РСР), потім комірницею в споживчій кооперації.
У 1933 році вийшла заміж за радянського військового та виїхала на Далекий Схід РРФСР, була домогосподаркою.
З 1939 року — робітниця Горьковського жиркомбінату. Під час німецько-радянської війни працювала пресувальницею на Горьковському олійному заводі (РРФСР).
Член ВКП(б).
У квітні 1945 року переїхала до Риги (Латвійська РСР). З 1945 року — штампувальниця бляшано-банкового цеху Ризького м'ясоконсервного комбінату.
На 1949—1950 роки — начальник бляшано-банкового цеху Ризького м'ясоконсервного комбінату.

## Нагороди
- медалі
- значок «Відмінник Наркомату харчової промисловості СРСР» (1943)